# Agaraeus sutschana
Agaraeus sutschana là một loài bướm đêm trong họ Geometridae.